# Nordflug FB 1
Die Nordflug FB 1 war ein deutsches Kleinflugboot der 1920er Jahre. Sie blieb aufgrund fehlender Nachfrage ein Einzelstück.

## Entwicklung

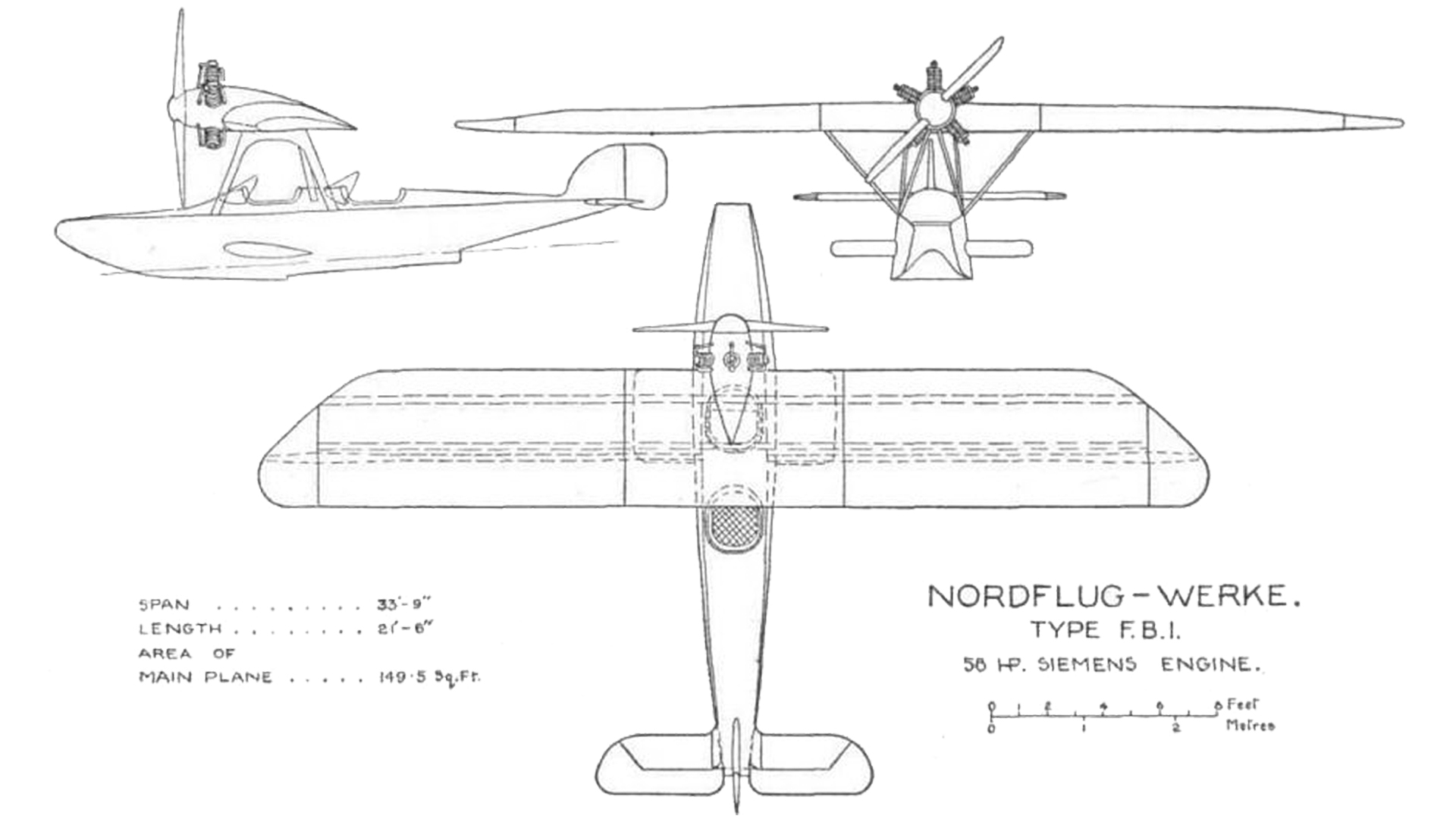
Ansichten zur FB 1 aus Flight 1924

Die FB 1 wurde von den in Berlin-Teltow ansässigen Nordflug-Werken entwickelt, die 1920 aus den Norddeutschen Flugzeugwerken hervorgegangen waren. Das Flugboot ähnelte in seiner Auslegung mit den der Stabilisierung dienenden Flossenstummeln am Rumpf und der hochangesetzten Tragfläche mit dem Triebwerk im Mittelstück der Dornier Libelle, war aber eine eigenständige Entwicklung. Der Bootsrumpf bestand aus Holz und war zweifach gestuft. Auch das Tragwerk war eine Holzkonstruktion mit gepfeilten Flügelspitzen und ohne Landeklappen. Unkonventionell war die Ausbildung der Querruder, die gleichzeitig die Flügelenden bildeten. Rumpf und Tragfläche waren durch Streben miteinander verbunden. Die Besatzung saß hintereinander in offenen Kabinen. Der 60-PS-Motor von Siemens trieb eine starre Zweiblatt-Holzluftschraube an.
Der Erstflug erfolgte 1923. Noch im gleichen Jahr wurde die FB 1 nach Göteborg überführt und auf der dort stattfindenden Internationalen Luftfahrt-Ausstellung präsentiert sowie beim dazugehörigen Flugwettbewerb vorgeflogen. Es fanden sich jedoch keine Interessenten und so wurde von einer Serienproduktion Abstand genommen. Die Nordflug geriet kurz darauf in finanzielle Schwierigkeiten und musste ihre Tätigkeit einstellen.

## Technische Daten
```

```

| Kenngröße                   | Daten                                                           | Daten nach                                                      |
| --------------------------- | --------------------------------------------------------------- | --------------------------------------------------------------- |
| Besatzung                   | 1                                                               | 1                                                               |
| Passagiere                  | 1                                                               | 1                                                               |
| Spannweite                  | 7,30 m                                                          | 10,3 m                                                          |
| Länge                       | 5,00 m                                                          | 6,8 m                                                           |
| Flügelfläche                | 10,00 m²                                                        |                                                                 |
| Leermasse                   | 200 kg                                                          | 310 kg                                                          |
| Zuladung                    | 160 kg                                                          | 250 kg                                                          |
| Startmasse                  | 360 kg                                                          | 560 kg                                                          |
| Antrieb                     | ein luftgekühlter Fünfzylinder-Sternmotor Siemens & Halske Sh 4 | ein luftgekühlter Fünfzylinder-Sternmotor Siemens & Halske Sh 4 |
| Startleistung Dauerleistung | 60 PS (44 kW) bei 1600/min 58 PS (43 kW) bei 1500/min           | 60 PS (44 kW) bei 1600/min 58 PS (43 kW) bei 1500/min           |
| Höchstgeschwindigkeit       | 100 km/h                                                        | 140 km/h                                                        |
| Dienstgipfelhöhe            | 3000 m                                                          | 3200 m                                                          |